# 石田瑛二
石田 瑛二（いしだ えいじ、1929年〈昭和4年〉1月13日 - 1991年〈平成3年〉1月26日）または石田 英二は、日本のコメディアン。

## 経歴
大阪出身。本名は石田義昭。マキノ光雄主宰のマキノ芸能学校から大阪天王寺の小劇場を経て、新宿フランス座に。1959年に浅草フランス座が改修をおこない東洋劇場を増築、初代座長を務めた池信一のあと、二代目座長を務めた。森繁久弥に実力を買われ東宝ミュージカルに抜擢。舞台『屋根の上のヴァイオリン弾き』では居酒屋の主人役をつとめ好評を博した。酒癖の悪さが有名で、1991年、肝硬変で亡くなった。

## 出演作品

### テレビドラマ
- ブラザー劇場 / 刑事くん 第1部 第54話「九月の花嫁」（1972年、TBS / 東映）
- 超人バロム・1 第25話「魔人ホネゲルゲの白骨が風にうめく!」（1972年、YTV / 東映） - 漁師
- 仮面ライダー 第79話「地獄大使!! 恐怖の正体?」（1972年、MBS / 東映） - 貯水池管理人